# 南郡街道
南郡街道是中华人民共和国黑龙江省伊春市伊美区下辖的一个街道办事处。

## 行政区划
南郡街道下辖以下村级行政区划单位：
扶林社区、爱林社区和奋斗社区。